# BlazBlue: Cross Tag Battle
BlazBlue: Cross Tag Battle es un videojuego de lucha en 2D desarrollado y publicado por Arc System Works, para las plataformas PlayStation 4, Nintendo Switch y Microsoft Windows. Su fecha de lanzamiento se produjo el 31 de mayo de 2018 en Japón y el 5 de junio en Norteamérica, mientras que fue lanzado el 22 de junio en Europa.
Tiene un sistema de combate por equipos de 2 vs 2, está conformado por personajes de los videojuegos BlazBlue, Persona 4 Arena, Under Night In-Birth, Arcana Heart, Senran Kagura, Akatsuki Blitzkampf y de la serie animada RWBY, pertenecientes a las compañías Arc System Works, Atlus, French Bread, Marvelous Entertainment, Subtle Styley, Rooster Teeth, respectivamente.
Durante el EVO 2018, se anunció que una quinta franquicia sería agregada al videojuego.

## Jugabilidad
El juego tiene un sistema de lucha por equipos de 2 vs 2, similar al de otros títulos como Marvel vs. Capcom: Infinite y Tekken Tag Tournament 2, donde es posible alternar de luchador y, de esta manera, realizar ataques asistidos. Es diferente respecto a versiones anteriores de BlazBlue, Persona 4 Arena, Under Night In-Birth y Arcana Heart. Sin embargo, algunas de las mecánicas de las últimas entregas de estas tres franquicias se conservan y se añaden algunas mejoras adicionales para este nuevo juego.

## Modos de juego
Cuenta con un modo historia original llamado "Episode Mode", que está compuesto por cuatro episodios. Cada uno de los episodios se centra en una de las franquicias presentes en el título. Las batallas entre los personajes se llevan cabo en el "Phantom Field", un lugar donde convergen los mundos de los cuatro juegos. Otros modos de juego que están disponibles son el "Survival Mode", una modalidad donde se realizan combates de manera consecutiva contra distintos enemigos, el "Training Mode", en el que se puede entrenar libremente con cada uno de los personajes y el "Tactics Mode", una variación del anterior en el cual se puede aprender las mecánicas de combate del juego en todas sus variantes. Además, están disponibles el "Gallery Mode", donde se pueden ver ilustraciones y artes del juego, y el "Replay Theater" un lugar para observar combates previos.

## Personajes
El juego base tiene un total de 20 personajes, mientras que otros 33 se pueden adquirir mediante contenido descargable.
| BlazBlue | Persona 4 Arena | Under Night In-Birth | RWBY                                                                                           | Arcana Heart       | Senran Kagura | Akatsuki Blitzkampf                |
| --- | --- | --- | ---------------------------------------------------------------------------------------------- | ------------------ | ------------- | ---------------------------------- |
| - Azrael - Es - Hazama - Iron Tager - Jin Kisaragi - Makoto Nanaya - Noel Vermillion - Nu-13 - Rachel Alucard - Ragna The Bloodedge - Celica A. Mercury (DLC) - Hakumen (DLC) - Izayoi (DLC) - Jubei (DLC) - Mai Natsume (DLC) - Naoto Kurogane (DLC) - Nine The Phantom (DLC) - Platinum The Trinity (DLC) - Susano'o (DLC) | - Chie Satonaka - Yosuke Hanamura - Yu Narukami - Yukiko Amagi - Aegis (DLC) - Akihiko Sanada (DLC) - Elizabeth (DLC) - Kanji Tatsumi (DLC) - Labrys (DLC) - Mitsuru Kirijo (DLC) - Naoto Shirogane (DLC) - Teddie (DLC) - Tohru Adachi (DLC) | - Gordeau - Hyde - Linne - Waldstein - Carmine (DLC) - Hilda (DLC) - Merkava (DLC) - Mika (DLC) - Orie (DLC) - Seth (DLC) - Vatista (DLC) - Yuzuriha (DLC) | - Ruby Rose - Weiss Schnee - Blake Belladonna (DLC) - Neo Politan (DLC) - Yang Xiao Long (DLC) | - Heart Aino (DLC) | - Yumi (DLC)  | - Akatsuki (DLC) - Blitztank (DLC) |

## Contenido descargable
El 13 de enero de 2018 se anunció que se añadirían al juego 20 personajes mediante DLC. Estos pueden adquirirse por completo comprando el "Additional Character All-in-One Pack", o comprarse por separado en paquetes de tres luchadores llamados "Cross Tag Character Packs", teniendo en cuenta que los dos personajes restantes estarán disponibles para descargar de forma gratuita.
Los primeros personajes confirmados para descargar fueron Blake Belladonna y Yang Xiao Long de RWBY. Ambas luchadoras pueden adquirirse de manera gratuita.
El 15 de febrero de 2018, fueron anunciados los personajes disponibles para descargar en el "Cross Tag Character Pack 1": Platinum The Trinity de BlazBlue: Central Fiction, Orie de Under Night In-Birth Exe:Late[st] y Kanji Tatsumi de Persona 4 Arena.
El 16 de marzo de 2018, fue anunciado el "Cross Tag Character Pack 2" que contendría a los personajes Aegis de Persona 4 Arena, Carmine de Under Night In-Birth Exe:Late[st] y Jubei de BlazBlue: Central Fiction.
El 19 de abril de 2018, fue anunciado el "Cross Tag Character Pack 3", que incluiría a los personajes Hakumen de BlazBlue: Central Fiction, Naoto Shirogane de Persona 4 Arena y Vatista de Under Night In-Birth Exe:Late[st].
El 4 de agosto de 2018, fueron anunciados los restantes 9 luchadores disponibles para descargar.
El "Cross Tag Character Pack 4" incluye a Izayoi de BlazBlue: Central Fiction, Mitsuru Kirijo de Persona 4 Arena y Merkava de Under Night In-Birth Exe:Late[st].
El "Cross Tag Character Pack 5" incluye a Mai Natsume de BlazBlue: Central Fiction, Akihiko Sanada de Persona 4 Arena y Yuzuriha de Under Night In-Birth Exe:Late[st].
Por último, el "Cross Tag Character Pack 6" incluye a Nine The Phantom de BlazBlue: Central Fiction, Labrys de Persona 4 Arena y Mika de Under Night In-Birth Exe:Late[st].
El 16 de febrero de 2019 se dio a conocer a 4 personajes DLC, así como la confirmación de una segunda temporada.
Para la segunda temporada se confirmó a Naoto Kurogane de BlazBlue: Central Fiction, Teddie de Persona 4 Arena Ultimax, Seth de Under Night In-Birth Exe: Late[st] y Heart Aino de Arcana Heart.
En la EVO 2019 se reveló los nuevos personajes de la versión 2.0 de BlazBlue Cross Tag Battle estos son Yumi de "Senran Kagura: Estival Versus" Akatsuki y Blitztank de "Akatsuki Blitzkampf" y Neo Politan de la serie de animación web "RWBY".

## Desarrollo
Antes de que BlazBlue: Cross Tag Battle fuera anunciado, Rooster Teeth broméo a través de su cuenta de Twitter con la posibilidad de revelar un nuevo juego de RWBY durante el evento Evolution Championship Series (EVO) de 2017.
Finalmente el 16 de julio de 2017 durante el campeonato EVO se anunció oficialmente BlazBlue: Cross Tag Battle. A través de un tráiler se pudieron observar a los personajes Ragna the Bloodedge, Jin Kisaragi, Yu Narukami, Hyde y Ruby Rose.
En una entrevista realizada por la revista Famitsu, el productor y director Toshimichi Mori se refirió a la ausencia de personajes de la saga Guilty Gear, declarando que es consciente de la demanda por parte del público y que no descarta la posibilidad de incluirlos en el futuro. Además, anunció que Konomi Higuchi sería el diseñador principal de los personajes y explicó que algunos personajes requerían ser redibujados para acomodarse a los diferentes estilos de cada franquicia.
El 15 de octubre de 2017 Arc System Works confirmó que el juego se estrenaría en el 2018 para las consolas PlayStation 4, Nintendo Switch y PC.
En enero de 2018, se anunció que estará disponible en Japón una edición limitada del juego con el nombre de BlazBlue: Cross Tag Battle Limited Box. Esta edición incluirá una caja especial con arte nacida de la colaboración entre Tochimichi Mori (Arc System Works), Shigenori Soejima (Atlus), Seiichi Yoshihara (French-Bread) y Ein Lee (Rooster Teeth), un código con el "Additional Character All-in-One Pack", un libro de arte, un estante acrílico (solo en la versión para PS4) y un paño (solo en la versión para Switch).
En febrero de 2018, se anunció que la versión occidental del videojuego incluirá la posibilidad de elegir entre el doblaje original en japonés o el inglés. Además, se detalló que los repartos de voces de los personajes de BlazBlue y Persona 4 Arena serían los mismos que participaron en las entregas anteriores, y que el elenco original de la serie RWBY será quienes los personifiquen. Por su parte, los personajes de Under Night In-Birth contarán con nuevos actores de doblaje, ya que ninguno de sus títulos había sido doblado al inglés. El videojuego fue distribuido en Europa por PQube, e incluyó la traducción de los textos en los idiomas inglés, español, francés e italiano.
El videojuego tuvo una beta abierta en Japón para las consolas PlayStation 4 y Nintendo Switch, que se desarrolló entre el 9 y 14 de mayo. Los jugadores que accedieron a la misma, pudieron jugar con los 20 personajes incluidos en la versión base del juego. Además, tuvieron disponibles el "Casual Lobby" y los modos "Tactics" y "Versus". También hubo una beta abierta para usuarios de PlayStation 4 en Norteamérica, entre el 9 y el 14 de mayo. La misma estuvo disponible desde el 9 de mayo para quienes preordenaron el juego en la PlayStation Store, mientras que para el resto fue accesible a partir del 12 de mayo. Dispuso de los mismos modos de juego que la beta japonesa. Una vez finalizada la beta abierta, se habilitó el acceso a una versión demo del juego.

## Recepción

### Crítica
BlazBlue: Cross Tag Battle recibió críticas generalmente positivas por parte de los analistas de videojuegos, consiguiendo una valoración de 77 sobre 100, al promediar las notas conseguidas en las consolas PlayStation 4 y Nintendo Switch. Por otra parte, recibió una calificación de 35 sobre 40 en el análisis realizado por la revista japonesa Famitsu.
El periodista Carlos Leiva del sitio web Vandal, comenta que a pesar de que el juego presenta escasas modalidades para un jugador y una política de contenidos descargables un tanto cuestionable, BlazBlue: Cross Tag Battle es "otro juegazo de lucha de Arc System Works, simplificando las bases para hacerlas más accesibles que nunca pero sin olvidarse de ser, ante todo, un título muy técnico, profundo y repleto de posibilidades". Además, destaca que las dinámicas de combate en equipo están muy bien integradas y dan mucho juego, y que la plantilla de personajes presenta estilos de lucha bien diferenciados y con carisma.
Por su parte, Salva Fernández de MeriStation, destaca que "BlazBlue Cross Tag Battle marca su propio estilo de juego con un sistema de combate original, dinámico y mucho más profundo de lo que puede parecer en un primer momento". Además, valora que se hayan añadido elementos accesibles para que los menos habilidosos con la saga principal se sientan más cómodos. Sin embargo, opina que se trata de un producto incompleto por no presentar una gran cantidad de modos de juego y una polémica política de DLC que provoca que la plantilla de luchadores de algunas franquicias sea escasa.
Michael Higham de GameSpot describe en su análisis que "ya sea jugando solo en el modo historia o contra oponentes en línea, Cross Tag Battle es un disfrute con una variedad de posibilidades gracias a su amplia plantilla y sistema de lucha versátil". Comenta que a pesar de que la trama general le haya parecido ridícula, se deleitó con el encanto de sus personajes favoritos y apreció los momentos dedicados especialmente a los fanáticos. Agrega que "es una unificación magistral de estilos y mecánica de cuatro universos diferentes, que te obliga a profundizar y dedicar tiempo para sacar el máximo provecho de los queridos miembros de este elenco".